# Delos jeffreysiana
Delos jeffreysiana är en snäckart som först beskrevs av Ludwig Pfeiffer 1853.  Delos jeffreysiana ingår i släktet Delos och familjen Rhytididae. Inga underarter finns listade i Catalogue of Life.